# School Days (visuele roman)
School Days is een Japanse visuele roman van ontwikkelaar 0verflow. Het verscheen voor het eerst als computerspel voor Windows op 28 april 2005. De erotisch getinte eroge verscheen ook als tweedelige manga in 2006, als 39-delige audiodrama in 2007, en als animeserie van 12 afleveringen in 2007.
Men prees in recensies het innovatieve gebruik van geanimeerde tussenfilmpjes (cutscenes) en de stemacteurs. Kritiek werd gegeven op de opdringerige personages en ongezonde verhoudingen. Een spin-off van de serie verscheen in de zomer van 2006 onder de titel Summer Days.

## Plot
School Days draait om het leven van Makoto Ito, een eerstejaars middelbare scholier die met zijn gescheiden moeder in het fictieve stadje Haramihama woont. Hij voelt zich aangetrokken tot Kotonoha Katsura, een klasgenoot uit een andere klas die met hem de trein naar school neemt. Na een verandering in de lesplannen maakt hij kennis met Sekai Saionji, een optimistisch meisje dat hem helpt een relatie met Kotonoha op te bouwen door hen redenen te geven om elkaar te ontmoeten.

## Hoofdpersonages
- Makoto Ito, een serieuze jongen en onhandig met meisjes. Is stiekem verliefd op Kotonoha.
- Kotonoha Katsura, een knap meisje, verlegen en heeft grote borsten.
- Sekai Saionji, een schattig en vriendelijk meisje.
- Setsuna Kiyoura, Seika's beste vriendin en heimelijk verliefd op Makoto. Ze werd vroeger gepest vanwege haar kleine formaat.
- Otome Kato, een jong meisje die ook gevoelens heeft voor Makoto. Ze weet hem zover te krijgen om met haar op date te gaan.
- Kokoro Katsura, Kotonoha's energieke jongere zus die Makoto aanbidt en hem 'grote broer' noemt.